# Artiom Dubowskoj
Artiom Dubowskoj,  ros. Артём Дубовской   (ur. 18 kwietnia 1990) – rosyjski pływak, dwukrotny brązowy medalista mistrzostw Europy (basen 25 m).
Specjalizuje się w pływaniu stylem grzbietowym. Największym jego sukcesem jest dwukrotnie brązowy medal w mistrzostwach Europy na basenie 25-metrowym w Eindhoven w 2010 roku w wyścigach na 100 i 200 m tym stylem.